# Josephine Touray
Josephine Touray (ur. 6 września 1979), duńska piłkarka ręczna, wielokrotna reprezentantka kraju, prawoskrzydłowa. Obecnie występuje w duńskim Frederiksberg Idræts-Forening.
Jej największym sukcesem było mistrzostwo olimpijskie w 2004 r. w Atenach oraz mistrzostwo Europy w 2002 r. w Danii i Norwegii. W 2004 r. Touray zdobyła również wraz z reprezentacją wicemistrzostwo Europy. Turniej został rozegrany na Węgrzech, a na jego zakończenie Josephine została wybrano do Siódemki gwiazd jako najlepsza prawoskrzydłowa.

## Sukcesy

### reprezentacyjne
- Mistrzostwo Europy  (2002)
- Mistrzostwo Olimpijskie  (2004)
- Wicemistrzostwo Europy  (2004)

## Nagrody indywidualne
- najlepsza prawoskrzydłowa mistrzostw Europy (2004)